# 피에르 푸자드

피에르 푸자드 (Pierre Poujade 1920년 12월 1일 ~ 2003년 8월 27일) 은 프랑스의 생-세레에서 태어난 포퓰리스트 정치인이다. 푸자드주의 혹은 푸자드 운동은 그의 이름을 딴 것이다.
푸자드주의는 경제적, 사회적 변화에 직면한 중소기업인과 상인의 이익을 대변했다. 푸자드 운동은 낮은 세금과 협동조합주의를 옹호했고, 정치인과 미디어를 비난했다. 뒤에는 점점 민족주의적이고 반유대주의적이며 배외주의적인 경향을 드러냈고, 의회제도에 비판적이었다.
푸자드 운동은 상공인 옹호 조합(Union de défense des commerçants et artisans, UDCA)을 중심으로 활동했는데 UCDA와 푸자드 운동은 프랑스 제4공화국 말기에 크게 번창하여, UDCA는 1956년의 국회 선거에서 52석을 얻었다. 1956년의 선거에서 지금은 국민전선의 당수인 극우 정치인 장마리 르펜도 소속으로써 전후 최연소의 28세의 나이로 당선되기도 했다. 그러나 프랑스 제5공화국의 출현 이후, 푸자드 운동과 UCDA는 빠르게 몰락했다.
1981년과 1988년의 대통령 선거에서 프랑수아 미테랑을 지지했다. 반면에 1995년의 대통령 선거에서는 자크 시라크를 지지했다.
오늘날 프랑스에서 일반적으로 푸자드주의(poujadisme)이라는 용어는 기성 제도의 문제를 비난하고 경제적 사회적 변화에 직면한 국민의 일부를 옹호하는 몇몇 사상을 묘사하는 데 쓰인다. 예를 들어 르펜의 국민전선은 푸자드주의적 경향을 지니고 있으며 제3의 길과 같은 극우 정당은 자신을 푸자드주의의 후계자라고 주장한다.